# 동부회색캥거루
동부회색캥거루 또는 회색캥거루(Macropus giganteus)는 캥거루과에 속하는 캥거루속 유대류의 일종이다. 오스트레일리아 남부와 동부 지역에서 수백만 마리가 발견된다. 수컷은 대형 캥거루로 몸무게가 약 66kg에 어깨 높이는 2m에 달한다. 

갓 낳은 새끼의 무게가 약 1.26g(어미무게의 6만분의1)으로 어미에 비하여 가장 작은 새끼를 낳는다.
새끼는 태어나자마자 아기 주머니에 들어가 젖을 먹으며 다시 5∼6개월 동안 자란다음 밖으로 나온다.
이와같은 번식습성은 아기 주머니를 몸에 지니고 있는 모든 불완전 태반동물의 공통점이다.

## 사진

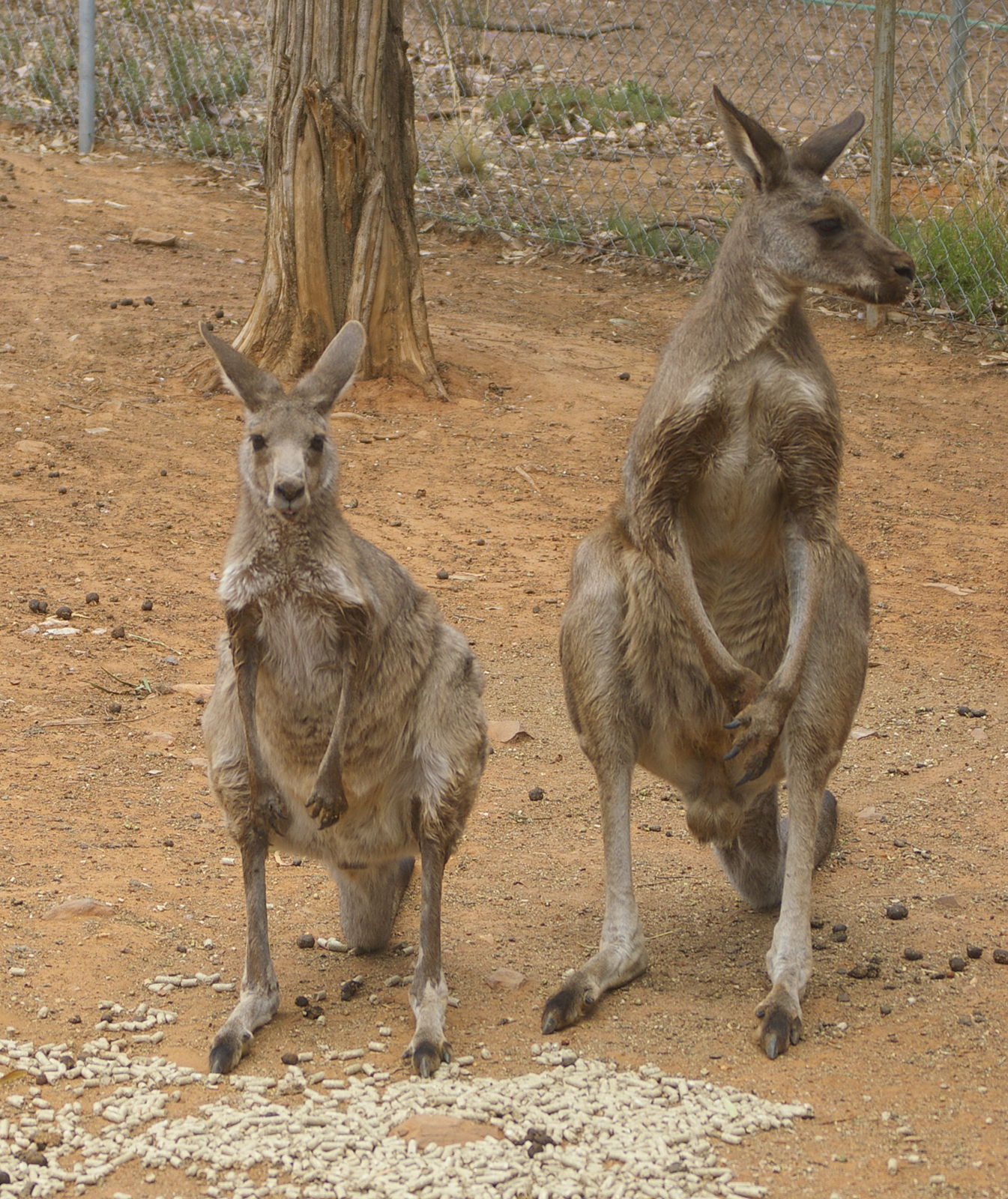
암컷(왼쪽)과 수컷(오른쪽)
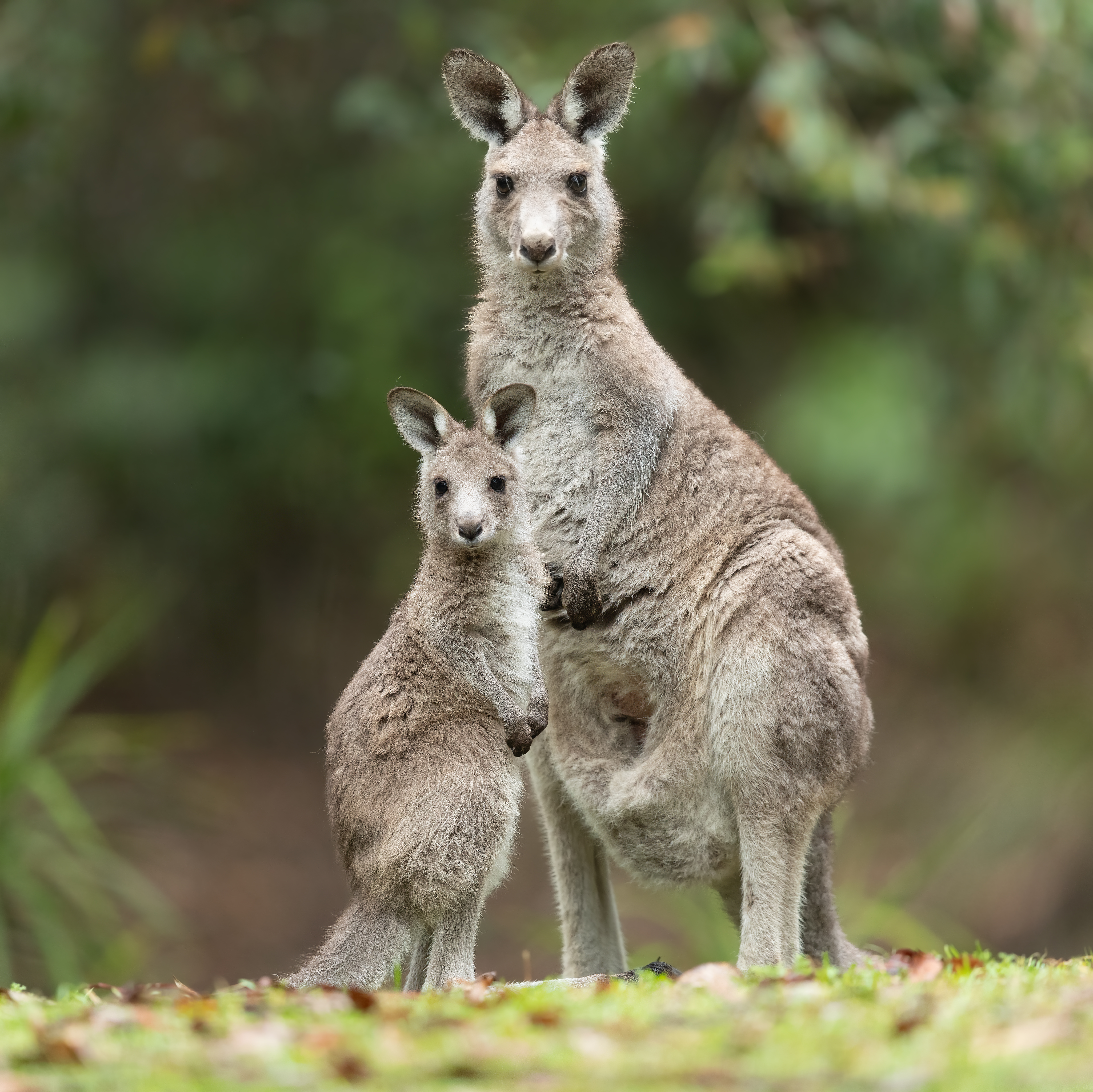
암컷과 아기